# 에릭 홀더
에릭 힘프턴 홀더 주니어(Eric Himpton Holder Jr., 1951년 1월 21일~)는 미국의 변호사로 2009년부터 2015년까지 제82대 법무장관을 지냈다.  법무장관은 미국 정부를 위하여 정상의 변호사이며 홀더는 이 중요한 직업을 보유하는 데 역사상 최초의 아프리카계 미국인이었다.  그는 버락 오바마 대통령에 의하여 임명되었다.
뉴욕 브롱크스에서 태어났으며, 그의 선조들은 바베이도스에 뿌리를 두었다.  그는 영리한 학생으로 스타이베선트 고등학교와 컬럼비아 대학교 같은 정상의 학교들을 다녔다.  법학 대학원을 마친 후, 미국 법무부를 위하여 일하면서 이후에 워싱턴 D. C.에서 판사가 되었다.
빌 클린턴 대통령은 2개의 주요 역할들 - 컬럼비아 특별구를 위한 지방 검사, 그러고나서 미국 법무부 차관으로 그를 임명하였다.  변호사로서 그는 정부 부패에 관한 사건들을 처리하였다.  클린턴 행정부와 자신의 세월 후에 홀더는 비상장 로펌을 위하여 일했다.  
홀더는 오바마의 2008년 대통령 선거 운동을 위하여 주요 법률 자문가였다.  오바마가 대통령이 되었을 때 그는 홀더를 자신의 법무장관으로 선택하였다.  이 직위에 있던 동안 홀더는 분노의 질주로 불린 정부의 운영에 의회와 함께 어려운 상황을 향했다.  이것은 그를 의회의 모독죄에 기소되는 데 현직 법무장관으로서 처음으로 이끌었다.  하지만 그는 이후에 모든 잘못을 벗었다.
2015년 자신의 정부 역할을 떠난 후, 홀더는 변호사 개업으로 돌아갔다.  그는 또한 선거구를 더욱 공평하게 만드는 노력들에 연루되었다.

## 초기 생애와 학창 시절
에릭 힘프턴 홀더 주니어는 뉴욕 브롱크스에서 태어났다.  그의 부친 에릭 시니어는 바베이도스에서 왔고 부동산 중개인이었다.  모친 미리암은 뉴저지주에서 태어났으며 그녀의 부모 또한 바베이도스에서 건너왔다.  홀더는 퀸스에서 자라왔다.
자신이 4학년 때 그는 영재 흑인 학생들을 위한 특별 프로그램을 위하여 선택되었다.  1969년 그는 맨해튼에서 잘 알려진 스타이베선트 고등학교를 졸업하였다.
그러고나서 컬럼비아 대학교를 들어가 농구를 하고 훗날의 배우 에드 해리스의 팀 메이트였다.  1973년 미국 역사학에서 학위를 얻었다.  그 후에 그는 컬럼비아 법학대학원으로 가서 1976년 법학 학위와 함께 졸업하였다.

## 초기 법률 경력
컬럼비아 법학대학원 후에 홀더는 미국 법무부에 가입하였다.  그는 1976년부터 1988년까지 정부 부패의 관한 사건들을 처리하는 공공 무결성 부서에서 일했다.  1988년 로널드 레이건 대통령은 그를 컬럼비아 특별구 고등 법원의 판사로 임명하였다.
1993년 홀더는 컬럼비아 특별구를 위한 검사가 되는 데 판사로서 자신의 직위를 떠났다.  그는 빌 클린턴 대통령에 의하여 임명되었고 그 직업을 보유하는 데 첫 아프리카계 미국인으로 만들었다.  그의 다른 경우들의 하나는 댄 로스텐코스키 의원과 정부의 스캔들을 연루하였다.

### 법무부 차관

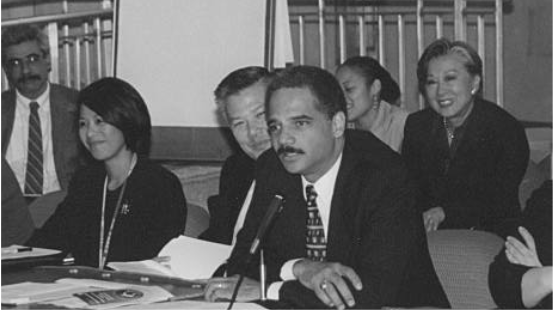
2000년 백악관에서

1997년 클린턴 대통령은 미국의 법무부 차관이 되는 데 홀더를 후보로 지명하였다.  이것은 미국 법무부에서 두번째로 제일 높은 직위이다.  상원은 만장일치로 그를 확정하였다.  그는 이 역할에 지내는 데 첫 아프리카계 미국인이었다.
법무부 차관으로서 그는 법무부의 예산과 인력을 담당하였다.  그는 또한 대중에게 정부의 정책들을 설명하는 도움을 주기도 했다.  그는 증오 범죄로부터 사람들을 보호하는 데 새로운 법률의 강한 지지자였다.
클린턴 행정부의 거의 말기에 홀더는 기업인 마크 리치를 위한 사면의 검토에 연루되었다.  홀더는 이후에 자신이 그가 더욱 조심스럽게 조사했으면 좋았을 것이라고 바랬고 자신의 역할에 후회를 표현하였다.
조지 W. 부시가 대통령이 된 후, 홀더는 새로운 후보가 확인되었을 때까지 법무 장관 대행으로 잠시 지냈다.

### 개인 변호사로 일하며
2001년부터 2009년까지 홀더는 워싱턴 D. C.에서 로펌 코빙턴 앤드 벌링에서 일했으며 MSD와 NFL 같은 고객들을 대표하였다.
2007년 홀더는 선임 법률 고문으로서 버락 오바마의 대통령 선거 운동에 가입하였다.  그는 또한 오바마가 그의 부통령 러닝메이트를 선택하는 도움을 주기도 했다.

## 제82대 법무장관

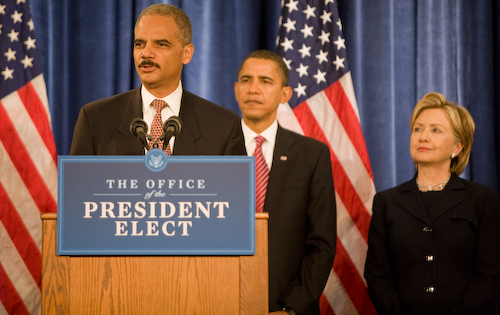
버락 오바마, 힐러리 클린턴과 함께 (2008년 12월 2일)

2008년 12월 1일 오바마 대통령 당선자는 법무장관을 위하여 자신이 홀더를 후보로 임명할 것을 공고하였다.  2009년 2월 2일 상원은 75 대 21의 투표에 의하여 그를 확정하였다.  그는 공식적으로 첫 아프리카계 미국인 법무장관이 되었다.

### 테러리즘과 싸우다
법무장관으로서 홀더는 테레리즘에 싸우는 것에 정부의 활동들을 방어하였다.  그는 오사마 빈라덴의 죽음으로 이끈 미국의 작전이 국제법 아래 법적이었다는 것을 진술하였다.  그는 또한 미국에 직접적인 위협을 가한 테러리스트 지도자들에 드론 공격의 이용을 옹호하기도 했다.
홀더의 업무의 주요 일부는 군사 재판소를 대신하여 정규적 시민 재판소로 테러 사건들을 가져오고 있었다.  많은 테러리스트들은 성공적으로 유죄 판결을 받아 법무장관으로서 홀더의 시간 동안 종신형을 받았다.  이것은 1998년 미국 대사관 폭탄 테러와 2010년 타임스 스퀘어 차량 폭탄 테러 시도에 연루된 사람들을 포함하였다.

### 민권 보호

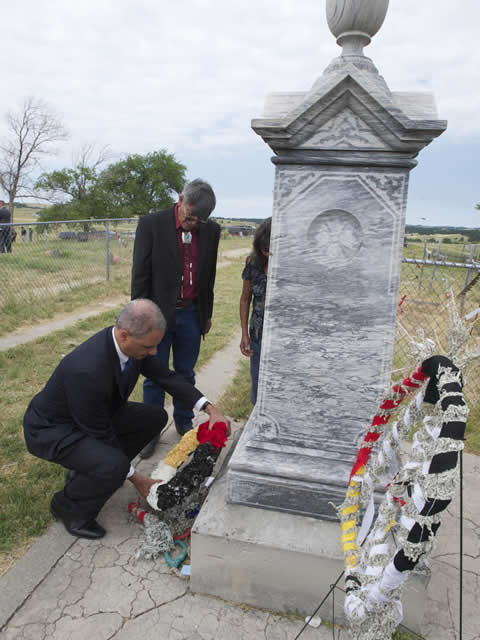
사우스다코타주에서 운디드니 학살을 위한 기념비 앞에서 화환을 놓는 홀더

홀더는 선거권법의 강한 방어자였다.  그는 투표인들에게 사진이 있는 신분증의 구체적인 유형을 보이는 데 요구한 새로운 주의 법률을 비판하여 투표하는 데 노인과 소수 민족 같은 어떤 사람들을 위하여 이 법률들이 더욱 어렵게 만들 수 있다는 것을 주장하였다.
홀더의 리더십 아래 법무부는 애리조나주에서 이민법을 도전하였다.  홀더는 주의 법률이 인종 프로파일링으로 이끌 수 있고 이민이 주가 아닌 연방 문제였다는 것을 주장하였다.  미국 대법원은 이후에 애리조나주의 대부분의 법률을 폐지하였다.
홀더는 또한 동성 결혼에 정부의 입장 변화에서 주요 역할을 하기도 했다.  2011년 그는 법무부가 법원에서 더 이상 미국 결혼보호법을 벙어하지 않을 것을 공고하여 그것이 비헌법적이었다는 것을 주장하였다.

### 분노의 질주
법무장관으로서 홀더의 시간은 "분노의 질주"로 알려진 주요 논쟁을 포함하였다.  이것은 잘못되어 간 정부의 운영이었고 어떤 의원들은 그것을 조사하는 데 법무부로부터 문서들을 원했다.
요구했던 전체의 문서들을 법무부가 제공하지 않았을 때 하원은 2012년 의회의 모독죄에 홀더를 기소하는 데 투표하였다.  이것은 매우 비범한 사건이었다.  오바마 대통령은 문서들을 보호하는 데 그의 행정 특권을 이용하였다.  독립적인 조사는 이후에 홀더에게 잘못이 없다고 선언하여 2011년 초순까지 작전의 문제들에 관하여 그가 알지 않았다고 진술하였다.

### 사임
2014년 9월 25일 홀더는 자신이 법무장관으로서 사임할 것을 공고하였다.  그는 개인적 이유들로 떠나고 있었다고 말하고 그의 후임자 로레타 린치가 상원에 의하여 확정되었을 때까지 직위에 머물었다.

## 정부 이후의 일생

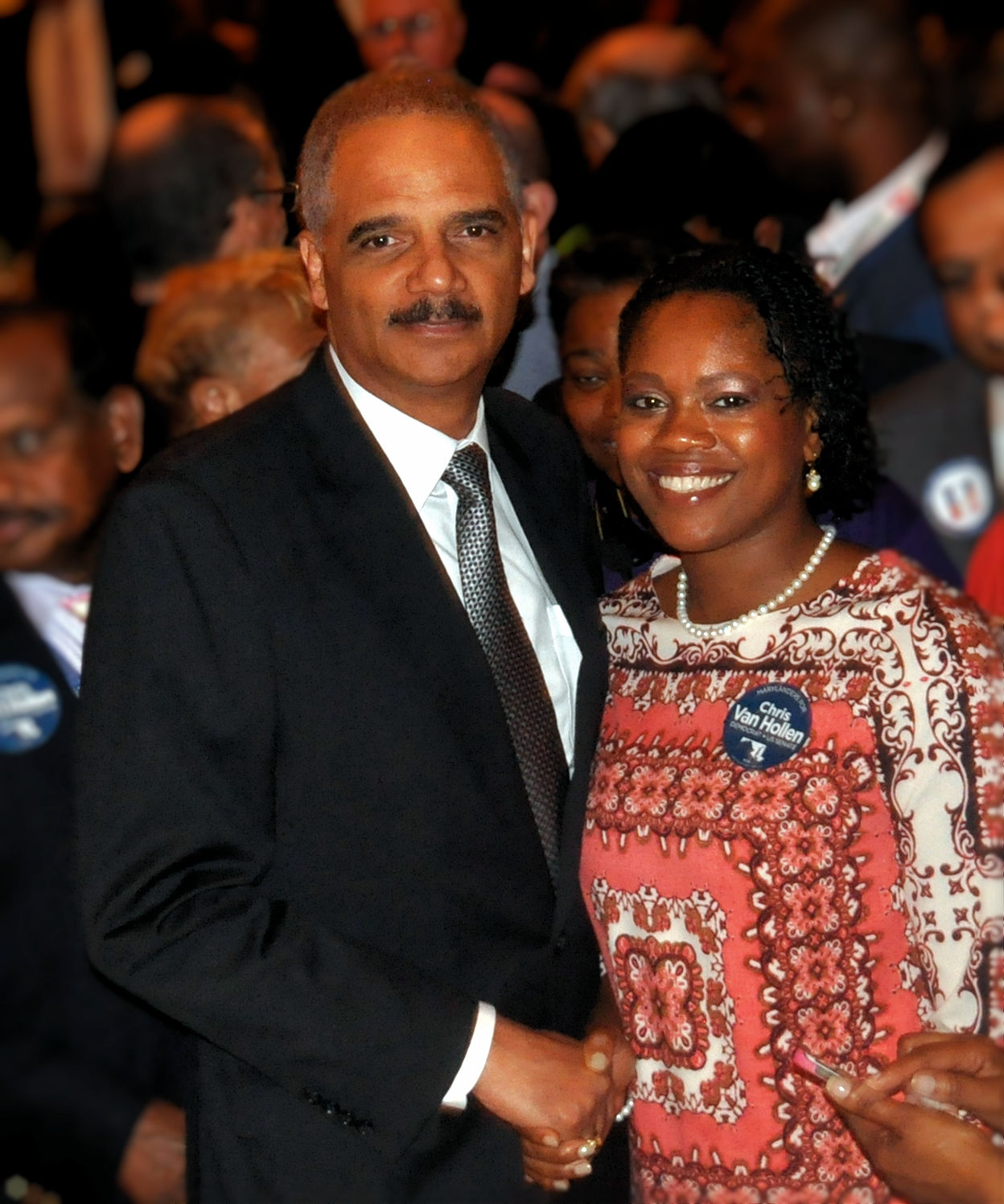
2016년 민주당 전당대회에서

2015년 홀더는 로펌 코빙턴 앤드 벌링으로 돌아왔다.  그는 주요 기업들을 대표하였고 또한 중요한 사회 문제들에 일했다.
2016년 그는 국립 민주당 재조정 위원회의 의장이 되었으며 이 단체는 전국적으로 더욱 공평한 선거 지도를 창조하는 데 일한다.
2017년 우버는 부당한 근무 환경의 청구들을 조사하는 데 홀더을 기용하였다.  그의 보고는 회사에서 주요 변화들로 이끌었다.
2024년 홀더는 카멀라 해리스가 민주당 후보가 된 후에 그녀의 대통령 선거 운동을 위하여 러닝메이트를 선택하는 데 도움을 준 팀의 일부였다.

## 개인 생활
홀더는 여성의 보건에 전문적인 의사 섀런 멀론에게 결혼하였으며 부부는 3명의 자녀를 두고 워싱턴 D. C.에 살고 있다.
멀론 의사의 언니 비비언 멀론 존스는 1963년 앨라배마 대학교에 입학하는 데 첫 2명의 아프리카계 미국인 학생들 중의 하나였다.